# Eubelum dollfusii
Eubelum dollfusii är en kräftdjursart som beskrevs av Gustav Budde-Lund 1899. Eubelum dollfusii ingår i släktet Eubelum och familjen Eubelidae. Inga underarter finns listade i Catalogue of Life.